# Ayn al-Arab (okrug)
Okrug Ayn al-Arab (ar. منطقة عين العرب‎, kur. Kobanê) je okrug u sirijskoj pokrajini Alep. Po popisu iz 2004. (prije rata), okrug je imao 192.513 stanovnika. Administrativno sjedište je u naselju Ayn al-Arab.

## Nahije
Okrug je podijeljen u nahije (broj stanovnika se odnosi na popis iz 2004.):
| Poštanski kod | Ime             | Područje [km²] | Broj stanovnika | Sjedište           |
| ------------- | --------------- | -------------- | --------------- | ------------------ |
| SY020600      | Ayn al-Arab     | 745,60         | 81.424          | Ayn al-Arab/Kobani |
| SY020601      | Shuyukh Tahtani | 318,86         | 43.861          | Shuyukh Tahtani    |
| SY020602      | Sarrin          | 2.003,57       | 69.931          | Sarrin             |
|               | Al-Jalabiyah    | 2.003,57       | 69.931          | Al-Jalabiyah       |

Godine 2009., nahija Al-Jalabiyah je izdvojena iz nahije Sarrin.